# Paraoa
Paraoa, Tohora o Hariri és un atol de les Tuamotu, a la Polinèsia Francesa, inclòs a la comuna d'Hao. Està situat a 930 km al sud-est de Tahití i a 52 km a l'est de Manuhangi, l'illa més propera.

## Geografia
És un atol ovalat de 8,5 km de llarg i 5,5 km d'ample. Té una superfície terrestre de 4 km². La llacuna interior, de 14 km², és tancada sense cap pas a l'oceà, però amb nombrosos canals al sud-oest.
És deshabitat, sense cap infraestructura.

## Història
Va ser descobert, el 1767, per l'anglès Samuel Wallis que l'anomenà Gloucester.